# Chevenon
Chevenon – miejscowość i gmina we Francji, w regionie Burgundia-Franche-Comté, w departamencie Nièvre.
Według danych na rok 1990 gminę zamieszkiwało 715 osób, a gęstość zaludnienia wynosiła 22 osoby/km² (wśród 2044 gmin Burgundii Chevenon plasuje się na 334. miejscu pod względem liczby ludności, natomiast pod względem powierzchni na miejscu 142.).

## Atrakcje turystyczne
- Château de Chevenon – XV-wieczny zamek, odrestaurowany w XIX wieku
- kościół Saint-Martin - romański kościół z XII wieku[1]